# Franciscópolis
Franciscópolis is een gemeente in de Braziliaanse deelstaat Minas Gerais. De gemeente telt 5.662 inwoners (schatting 2009).

## Aangrenzende gemeenten
De gemeente grenst aan Água Boa, Itambacuri, Malacacheta en Poté.